# Cubierta plana

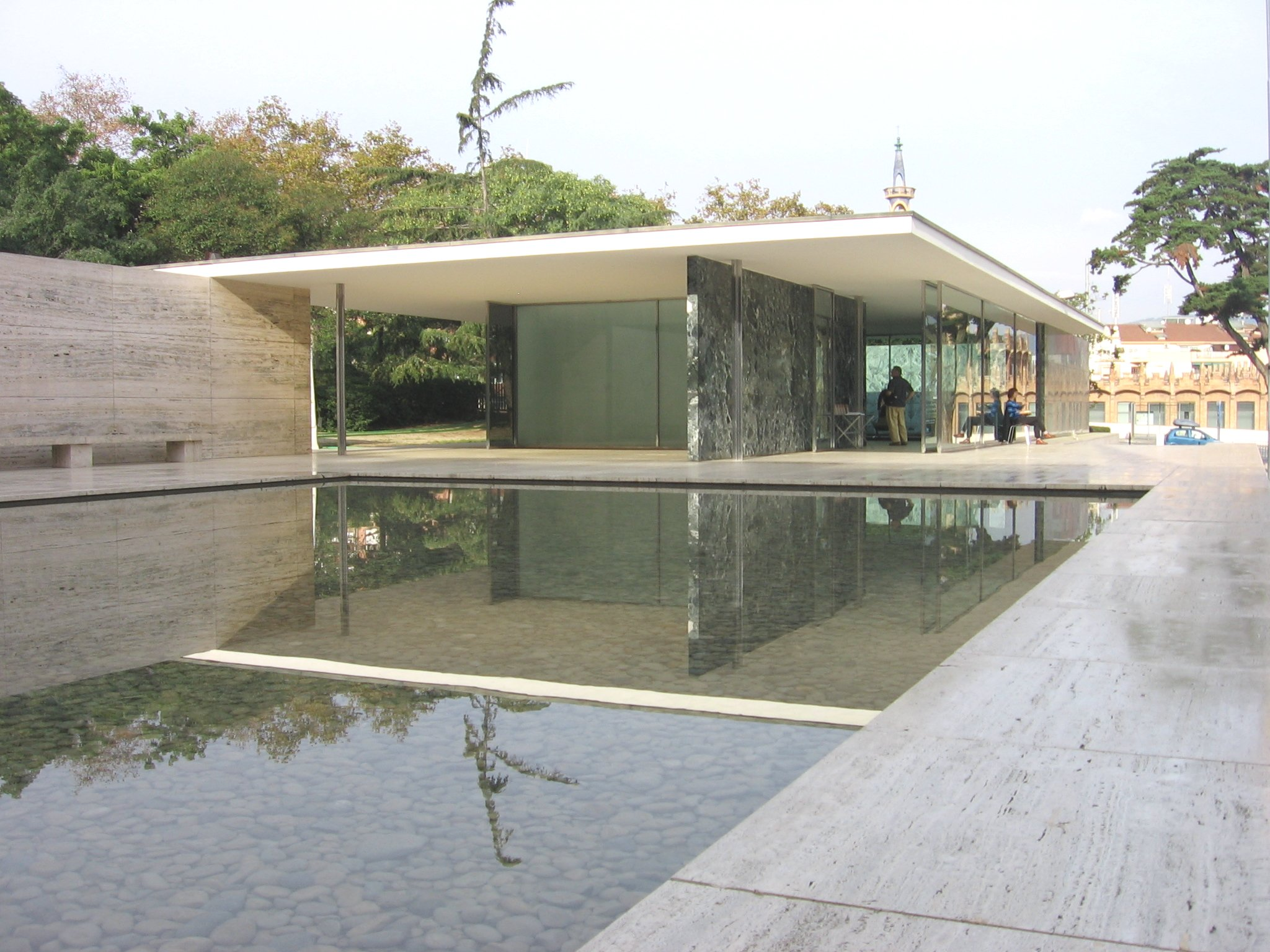
Cubierta plana del pabellón de Alemania, en Barcelona.

Se denomina cubierta plana a una cubierta sensiblemente horizontal, comúnmente compuesta por uno o varios faldones de pendiente inferior al 5%. A diferencia de las cubiertas inclinadas, las cubiertas planas permiten el tránsito de las personas por su superficie, así como la colocación de maquinaria. Conceptualmente, el funcionamiento de una cubierta plana y un tejado o cubierta inclinada son distintos: mientras que el tejado trata de evacuar el agua, la cubierta plana la recoge para conducirla hacia los sumideros.

## Origen
Aunque las cubiertas planas existen desde antiguo en las civilizaciones ubicadas en zonas de escasa lluvia, el auge de este tipo de cubiertas vino de la mano del movimiento moderno y del desarrollo de materiales impermeables capaces de garantizar una buena estanqueidad.
En las sociedades preindustriales, estas cubiertas surgen habitualmente como respuesta a la necesidad de disponer de más espacio habitable en zonas altamente densificadas o con escasa posibilidad de crecimiento. Entre los usos más frecuentes se encontraban: secar el grano, tender la colada, y terraza o incluso dormitorio al aire libre, en climas calurosos.

### Terrados
Entre las primeras cubiertas planas se encuentran las construidas con tierra o barro, llamadas "terrados". Estas cubiertas primitivas gozaron de una amplísima distribución geográfica, surgiendo en lugares tan dispares como el sur de Europa, norte de África, América central o la estepa asiática. En España fueron más propias de la cuenca mediterránea, si bien estuvieron presentes en toda la península. Los terrados suelen construirse sobre una base de troncos, sobre la que se dispone una capa de fibras o cañas, que soportan varios centímetros de tierra fuertemente compactada. En los climas más húmeros, era común añadir una última capa de arcilla, mucho más impermeable. Estas cubiertas exigían un elevado mantenimiento, por lo que en algunas zonas se produjo una nueva mejora, al revestir la cubierta con una última capa protectora a base de cal (Grecia), yeso (Túnez) o baldosas cerámicas (Cádiz). La evacuación del agua se producía por pequeños orificios en los laterales, denominados "imbornales".
El arquitecto romano Vitrubio ya detallaba el sistema de construcción de cubiertas planas de tierra y protegidas con un pavimento cerámico. El grosor de la capa de tierra se cifraba en "un pie".

### Cubiertas de escasa pendiente
Muchos edificios del periodo neoclásico intentan conseguir cubiertas con muy poca pendiente refinando el sistema de los tejados tradicionales: el desagüe sigue basándose en la geometría o gravedad, pero las tejas se sustituyen por láminas metálicas más horizontales, usualmente de plomo. Paralelamente se mejora la técnica de las cubiertas planas de acabado cerámico.

### Industrialización
A medida que las mejoras tanto en la técnica como en los materiales permiten abordar azoteas más grandes, la cubierta empieza a fraccionarse en pequeños faldones, y con ellos aparecen los sumideros y  las bajantes interiores; conductos que se reparten por la superficie de la cubierta y que evacuan el agua hasta el suelo. A partir de 1840 empiezan a aparecer patentes de modernos materiales para cubiertas planas, pero es entre finales del siglo XIX y principios del XX cuando el desarrollo del hormigón armado empieza a generalizar la azotea o cubierta plana en los edificios, imitando la forma constructiva del resto de los forjados. Finalmente, en las primeras décadas del siglo XX, el advenimiento del movimiento moderno y la estética racionalista de planos ortogonales, así como el funcionalismo de las cubiertas transitables, terminan imponiendo esta solución.

## Componentes
Con independencia de su tipología, las cubiertas planas deben disponer de los siguientes elementos:
- Soporte estructural: elemento que soporta la propia cubierta y las cargas que eventualmente se produzcan sobre ella (maquinaria, mobiliario, personas, agua, nieve, viento...)
- Aislante térmico: capa aislante que, a modo de manta, reduce el intercambio de frío o calor con el exterior.
- Lámina impermeabilizante: barrera contra el agua.
- Protección superior: protege las capas inferiores frente a la radiación solar y el desgaste mecánico, y debe ser suficientemente pesada, o en su defecto, estar suficientemente anclada como para evitar que la succión del viento pueda levantarla. Como superficie de acabado, cumple también una función estética.

## Tipologías de cubierta plana
Según el orden de colocación de las capas, y de los materiales empleados, las cubiertas planas pueden clasificarse de distintas maneras:
- Por su ventilación:
  - Fría: cámara de aire entre la estructura y el revestimiento exterior.
  - Caliente: el revestimiento y el aislante descansan directamente sobre la estructura.

- Por la disposición del aislante:
  - Tradicional: el impermeabilizante se coloca encima del aislante
  - Invertida: el aislante se coloca encima del impermeabilizante

- Por su acabado:
  - Transitable: el revestimiento superior permite el tránsito de personas
  - No transitable: el revestimiento no está pensado para el tránsito habitual.
  - Ajardinada: la cubierta soporta una capa de sustrato con vegetación, a modo de jardín
  - Inundada: La cubierta está permanentemente inundada con varios centímetros de agua